# Purusha paradoxa
Purusha paradoxa är en insektsart som först beskrevs av Gerstaecker 1895.  Purusha paradoxa ingår i släktet Purusha och familjen Eurybrachidae. Inga underarter finns listade i Catalogue of Life.